# 新生字母

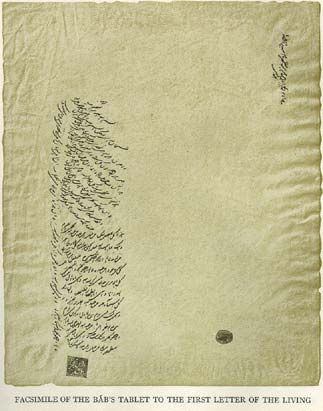
巴孛写给第一个新生字母穆拉·侯赛因的书简

新生字母（阿拉伯语：‎）是由巴孛授予的巴比教前十八个信徒的称号。也有人认为巴孛将他自己也视为新生字母之一（第一个字母）。

## 新生字母列表
这个列表依据纳比勒-阿扎姆所著的《破晓群英传》的顺序所排列：

### 穆拉·侯赛因
第一个新生字母，巴孛第一位宣示其身份的对象。他在塔巴尔西堡之战中去世去世。

### 穆罕默德-哈桑·博什鲁伊
穆罕默德-哈桑·博什鲁伊是第二位新生字母，是穆拉·侯赛因的兄弟。他和他的儿子穆罕默德-巴吉尔·博什鲁伊随穆拉·侯赛因一同去巴孛后来的宣示地设拉子寻找卡齐姆。
他在塔巴尔西堡之战中被杀害。巴比教徒认为他是殉道者。

### 穆罕默德-巴吉尔·博什鲁伊
穆罕默德-巴吉尔·博什鲁伊是第三位新生字母，他是穆拉·侯赛因的侄子。他和父亲穆罕默德-哈桑·博什鲁伊一同随穆拉·侯赛因去巴孛后来的宣示地设拉子寻找卡齐姆。
他在塔巴尔西堡之战中被杀害。巴比教徒认为他是殉道者。

### 穆拉-阿里·巴斯塔米
第一位巴比教殉道者。

### 穆拉·巴赫什-湖达·古查尼
与穆拉-阿里一同的殉道者。

### 穆罕默德-哈桑·巴杰斯塔尼
穆罕默德-哈桑·巴杰斯塔尼是第六位新生字母，他作为巴比教徒并没有扮演重要的角色。他在见巴哈欧拉的过程中，曾表示过对巴比带来的启示的怀疑。

### 赛义德·哈桑·亚兹迪
赛义德·哈桑·亚兹迪是第七位新生字母。他因与巴孛被同时被关押在马库和奇克里克的监狱时，担任巴孛的秘书而为人所知。在巴孛被处决的那天，巴孛在被带向刑场前向其口述了最后指示。
在行刺沙阿的行动失败后，赛义德·哈桑·亚兹迪于1852年在德黑兰被处决。

### 赛义德·欣迪
根据巴基斯坦巴哈伊官网，赛义德·欣迪是木爾坦人。他是卡齐姆·拉什提在伊拉克的学生。赛义德·欣迪在巴孛1844年宣示其使命后就见过巴孛。巴孛派遣他到印度去传扬其使命。赛义德·欣迪于当年到达了木尔坦，并与其同乡分享巴孛的圣道。赛义德·巴吉尔·欣迪是赛义德·欣迪的朋友，他是生活在木尔坦的一位具有苏菲背景的盲人，他在接受了巴孛的信仰后启程去巴孛所在的设拉子去朝圣。

### 穆拉·马哈茂德· 霍伊
他在塔巴尔西堡之战中被杀害。

### 穆拉（阿博都）·贾利勒·奥鲁米
他在塔巴尔西堡之战中被杀害。

### 穆拉·艾哈迈德-伊卜达勒·马拉盖伊
他在塔巴尔西堡之战中被杀害。

### 穆拉· 巴吉尔·大不里士
穆拉· 巴吉尔·大不里士是第十三位新生字母。他是所有新生字母中的幸存者，是所有新生字母中唯一一位接受巴哈欧拉宣示，且一直忠诚于巴哈欧拉的人。
在塔巴尔西堡之战期间他与巴哈欧拉在一起，他也出席了巴达什特会议。
他收到了巴孛关于他将要见证“上帝将要显现的那个他”的信件。不久之后，巴哈欧拉从德黑兰的希雅查尔被释放。穆拉· 巴吉尔知道这个信息后，迅速成为了巴哈欧拉的追随者。
大约在1881年，他去世于伊斯坦布尔。

### 穆拉·优素福·阿德比利
穆罕默德-哈桑·巴杰斯塔尼是第十四位新生字母。
他在塔巴尔西堡之战中被杀害。巴比教徒认为他是殉道者。

### 穆拉·穆罕默德-阿里·加兹维尼
塔荷蕾的妹夫。他在塔巴尔西堡之战中被杀害。

### 库杜斯
虽然巴孛似乎为每个新生字母书写了书简，但是截至目前并没有将每个书简与每个新生字母一一对应。
新生字母中，最为知名的无疑是穆拉·侯赛因、塔荷蕾、库杜斯。塔荷蕾之所以被特别指出，是因为她是新生字母中唯一的女性，且她在没有见过巴孛的情况下就承认了巴孛的地位。